# Saarländischer Rundfunk

Saarländischer Rundfunk (SR) – niemiecki regionalny nadawca radiowo-telewizyjny, obsługujący Saarę, członek ARD. Siedzibą SR jest stolica landu, Saarbrücken. Powstał w 1957 roku.

## Radiofonia
Saarländischer Rundfunk produkuje pięć kanałów radiowych:
- SR 1 Europawelle – muzyka pop i informacje
- SR Kultur – kultura
- SR 3 Saarlandwelle – muzyka niemiecka i piosenka francuska, informacje z regionu
- Unser Ding – radio młodzieżowe, w nocy nadaje program stacji Das Ding, należącej do Südwestrundfunk (SWR)
- Antenne Saar – informacje, charakter niemiecko-francuski

## Telewizja
Saarländischer Rundfunk produkuje kanał telewizyjny SR Fernsehen, który pełni w Saarze funkcję trzeciego programu telewizji publicznej i teoretycznie stanowi niezależny kanał, ale w praktyce aż 70% czasu antenowego zajmują transmisje SWR Fernsehen – kanału produkowanego przez Südwestrundfunk (SWR). SR Fernsehen dostępne jest w Polsce za pośrednictwem satelity Astra. Program informacyjny tego kanału to Aktueller Bericht.
Dawniej, Saarländischer Rundfunk wspólnie z Südwestfunk (SWF) i Süddeutscher Rundfunk (SDR) produkowało trzeci program tv publicznej o nazwie Südwest 3.